# 세포 동기화
세포 동기화(細胞同期化, 영어: cell synchronization)는 세포 주기의 서로 다른 단계에 있는 세포들을 세포 주기의 동일한 단계로 맞추는 과정이다. 세포 동기화는 단일 세포 실험에만 의존하지 않고 집단 전체의 데이터를 수집할 수 있으므로 세포 주기를 통해 진행되는 세포 연구에서 중요한 과정이다. 동기화의 유형은 물리적 분할 및 화학적 봉쇄의 두 부류로 크게 분류된다.

## 같이 보기
- 세포
- 세포 주기